# パンノンハルマの大修道院
座標: 北緯47度33分10秒 東経17度45分40秒 / 北緯47.55278度 東経17.76111度
パンノンハルマの大修道院（パンノンハルマのだいしゅうどういん）は、ハンガリーでは最古級の歴史的建造物であり、パンノンハルマ市では最も有名なランドマークでもある。この大修道院は町に隣接する小高い丘（282m）の上にあり、トゥールの聖マルティヌスはこの丘の麓で生まれたと信じられている。そのため、この丘はかつて聖マルティヌスの丘（Márton-hegy）と呼ばれ、修道院もしばしばそれにちなむ名前（Márton-hegyi Apátság）で呼ばれることがあった。

## 歴史
パンノンハルマの大修道院は、996年にハンガリー初のベネディクト会修道院として、ゲーザ大公（Géza）によって創設された。彼がこの地を修道士たちの住まう場として指定したのであり、ほどなくしてベネディクト会士たちの拠点となった。この修道院はトゥールの聖マルティヌスに敬意を表する形で建造された。ゲーザの息子イシュトヴァーン1世はこの修道院に寄進を行った上で特権を賦与した。最初の大修道院長となったのは、アストリク（Astrik / Anastasius）であった。
マジャール語を用いている現存最古の記録は、ティハニ（Tihany）のベネディクト会修道院の綱領で1055年に遡るが、これは付属図書館に所蔵されている。共同体の最初の建造物は破壊されてしまったが、1137年に再建された。バシリカの柱と初期ゴシック様式のヴォールトは13世紀初頭に建造されたもので、当初の聖堂の壁を使っている。1486年には、国王マーチャーシュ1世のもとで、ゴシック様式の改築が行われた。
修道院は1541年に大修道院（archabbey）となり、16世紀から17世紀にかけてのオスマン帝国のヨーロッパ侵攻にあわせて、要塞に転用された。しかし、オスマン帝国の1世紀半に及ぶ支配の間、修道士たちは短期的にせよ長期的にせよ修道院を放棄せねばならなかった。その支配のあとでようやく損傷した建造物群の再建が行われ始めた。大修道院長Benedek Sajghóの時に、バロック様式での建設が進められた。
17世紀と18世紀にバロック様式による豊かな装飾や拡張が行われた。現存するファサードの多くも、この時代に遡るものである。いわゆる「啓蒙の時代」にあたる18世紀には、修道院の生活も影響を受けた。古典主義様式で建てられた図書館や塔も備えた現在の形になったのは1832年のことである。国家や君主たちは共同体の活動を即物的に役立つかで判断し、おしなべて育児や教育のみは許容した。
1860年代には、フェレンツ・シュトルノ（Ferenc Storno）が主にバシリカについて大改修を行った。
第二次世界大戦後にあたる1950年から、ベネディクト会によって管理されていた修道院の資産は、共産主義政権に押収され、それはハンガリーの民主化が実現するまで続いた。修道院の設立一千周年の前年に当たる1995年には、建築物群の全体的な補修や改修が行われた。そして翌年、「パンノンハルマの千年の歴史をもつベネディクト会大修道院とその周辺環境」として、ハンガリーの世界遺産に加えられた。
パンノンハルマの大修道院は、多くの宗教関係者の訪問も受けている。20世紀末以降に限っても、モスクワ総主教アレクシイ2世（1994年）、教皇ヨハネ・パウロ2世（1996年）、コンスタンディヌーポリ全地総主教ヴァルソロメオス1世およびダライ・ラマ14世（2000年）らが訪れている。
2011年、オーストリア＝ハンガリー帝国の元皇太子オットー・フォン・ハプスブルクの心臓が埋葬された。

## 主な建造物群
この修道院の見所としては、13世紀に建設されたクリプトを含むバシリカ式聖堂や、回廊、36万巻の蔵書を持つ付属図書館、いくつかのトロンプ・ルイユを見ることの出来るバロック様式の会食堂などが挙げられる。
今日でも、約50人の修道士が修道院で暮らしている。また、修道院には男子の寄宿学校であるパンノンハルマのベネディクト会中等学校（Benedictine Secondary School）が併設されている。

### バシリカとクリプト
初期ゴシック様式の傑作であるパンノンハルマの修道院付属聖堂は、13世紀初頭、ウロス大修道院長（Abbot Uros）の時代に建てられたもので、おそらく1224年に献堂されたものである。バシリカ西端地下の調査での発見されたものは11世紀に遡る。バシリカで現在見ることが出来る最古の区画は、南の側廊の壁である。12世紀に遡るその壁は、ダヴィド大修道院長（Abbot Dávid）の時代に当たる1137年に献堂された2つ目の聖堂の名残である。
聖具室での発掘調査によって、2つの閉じ込められた門が発見された。その一つは、おそらくはダヴィド大修道院長時代の聖堂の北の入り口に当っていたもので、もう一つはウロス大修道院長時代の聖堂の入り口だったものだろう。聖餐台と内陣の間の地下からは、おそらくはウロス大修道院長のものと思われる墓も見つかっている。
聖堂はマーチャーシュ王の時代に拡張された。今日の内陣の天井、側廊の東端、聖ベネディクトゥス礼拝堂などもそのときのものである。オスマン帝国に支配されていたときに調度品のほとんどは破壊された。その支配の後の最も重要な修繕は、1720年代にBenedek Sajghó大修道院長のもとで行われたものである。聖堂の大改修の最後に当たるのは1860年代のFerenc Stornoによるもので、この時に中心の聖餐台、説教壇、天井のフレスコ画、聖マルティヌスを描いた上段のステンドグラスなどが加えられた。

### ポルタ・スペキオサと回廊
中世において、聖堂に続く主要な入り口の一つが、ポルタ・スペキオサ（Porta Speciosa, 華麗な門）だった。回廊から聖堂へと繋がるその門は、13世紀に精巧に作り上げられたものである。マーチャーシュ王の治世にあたる1472年に、今日の回廊が作られた。礎石の一つに残る碑銘からすれば、その工事は1486年に終わったようである。工事はおそらくヴィシェグラードの王立土木工房（the Visegrád Royal Workshop of Construction）の職人たちによって指揮された。
回廊に囲まれた小さな中庭は、パラディスム（Paradisum, 楽園）とも呼ばれており、聖書の描く楽園の地上での模倣を隠喩的に表現したものである。中世にはここでハーブが育てられていた。

### 付属図書館
付属図書館は1830年代頃までに完成した。 建造物の縦の部分は、フェレンツ・エンゲル（Ferenc Engel）によって1820年代に設計・建設されたものである。その後に、János Packhに拡張工事が命ぜられ、オーバル・ホールを手がけた。オーバル・ホールの天井の四方に、中世の大学の四学部（神学、法学、医学、学芸）の寓意画が描かれている。ウィーンの親方であったヨーゼフ・クリーバー（Joseph Klieber）は内装を要請された。
図書館の蔵書は増え続けており、36万巻以上が収められている。聖ラスロ（St. László）の時代以降の写本は目録に纏められている。

### バロック様式の会食堂
18世紀に、修道院長Benedek Sajghóは、カルメル会修道士Atanáz Márton Witwerに、修道院のバロック的な要素をデザインするよう命じた。二階建ての建物や長方形のホールは、おそらく1720年代のものである。
セッコ画の技法が用いられた壁画は、スイスの芸術家で後にヴェネツィアに住んだダヴィデ・アントニオ・フォッサティ（Davide Antonio Fossati）によって、1728年から1730年に描かれたものである。天井のセッコ画は聖王イシュトヴァーンを神格化したものである。側壁には聖書などに題材をとった6つの場面が描かれている。十字架のイエスに酢が差し出された場面、砂漠でのイエスへの誘惑、ライオンの洞窟に身を置くダニエル、ベルシャツァル王の宴、洗礼者ヨハネの斬首、そしてベネディクトゥスの生涯の一場面で、いずれも「食べること」「飲むこと」などに関わりのある場面になっている。

### 一千周年の記念建造物
896年にマジャール人が入植してから一千年になるのを記念して、1896年にカルパティア山脈の盆地（the Carpathian Mountain Basin）に7つの記念建造物が建てられた。それらのうちの一つをパンノンハルマでは今でも見る事が出来る。建造物は高さ26 mで、ハンガリーの王冠を表す巨大な青銅のレリーフを持つ二重の外殻のドームを備えていた。しかし、外殻は損傷のために1937年から1938年に取り外され、現在の姿になった。二つの窓が内部に光をもたらし、仕切られていない円形の空間が背の低いドーム（かつての内殻）に覆われている。
東側の壁には未完のままになったフレスコ画が描かれている。ヴィルモス・アバ・ノヴァーク（Vilmos Aba Novák）が1938年に描いたもので、ハンガリー建国にまつわる寓意的情景が投影されている。

### 聖母礼拝堂
聖母礼拝堂の建設は1714年に始まった。本来、その場所は修道院の近辺に住んでいた非先住民を賛美するための場所であった。礼拝堂は、そのバロック様式の3つの聖餐台や小さな18世紀のオルガンとともに、1865年に修繕された。そのときに、壁面や入口にロマンテックな装飾も施された。地下室は数百年にわたり、修道士たちの埋葬場所として機能している。

### 植物園
1830年には、大修道院の敷地で80種の木々が確認されていた。それらは1840年代にファービアーン・セデル（Fábián Szeder）の手を経て、現在のような植物園に仕立て上げられた。今日の植物園は高木、低木あわせて数百種にも及び、それらの多くはハンガリーでは稀少な種であり、多様性の面でも評価できる。

### 古文書室
パンノンハルマ大修道院に残る古文書類は、ハンガリー建国当初の数世紀に遡る史料のコレクションとしては、質・量とも最高級のものである。その中には、聖イシュトヴァーンの時と比べて改変された綱領（1001年-1002年）や、ティハニ修道院の基本綱領（1055年）、マジャール語の語句の書かれた現存最古の書き物などが含まれている。公文書を出版する権利を有していた中世のパンノンハルマの記録と、ティハニなどのほかの修道院の記録は、分けて纏められている。
古文書室は、様々な場所からの資料が集められている。大修道院長の執務室、神学校、会派のための旧教員養成学校、新旧中等学校、付属的なベネディクト会の邸宅、大修道院の出納課などからのもので、大修道院の支配下にある教区のような区画の文書なども集められている。

### 神学校
修道院には今でも機能している神学校（Szent Gellért College of Theology）が併設されている。その名前はSaint Gellertに因んでいる。

### ワイン醸造所
ベネディクト会士たちがパンノンハルマに修道院を創設した996年に、この地でのワイン醸造も始まった。しかし、第二次世界大戦とそれに続く政治的・社会的混乱は、数百年来続いた伝統を守る事を困難にした。修道院の資産もワイン醸造所も、共産主義政権に接収されてしまったからである。
しかし、続く数十年に渡り、修道院で暮らす修道士たちはワイン醸造の伝統復活を諦めたりはせず、共産主義政権が終焉を迎えると、伝統的なワイン醸造を復活させた。2000年には共産主義政権に押収されていたブドウ畑を買い戻し、同じ年にはブドウ栽培を再開した。ワイン醸造所は3000ヘクトリットルの容積を持つ2000 m2 の区画である。主な栽培品種はライン・リースリング、ソーヴィニョン・ブラン、ゲヴュルツトラミネール、Welchriesling, Ezerjó, Sárfehér である。加えて、より国際的に知られているシャルドネ、ピノ・ブラン、ピノ・ノワール、メルロー、カベルネ・フランなども栽培している。栽培面積は37ヘクタールで、2003年秋に再出発後初めての収穫が行われた。

## 世界遺産
一千周年に当たる1996年に世界遺産に登録された。文化遺産としてのカテゴリーは「建造物群」だが、イコモスは文化的景観と位置付けうることも指摘している。

### 登録基準
この世界遺産は世界遺産登録基準のうち、以下の条件を満たし、登録された（以下の基準は世界遺産センター公表の登録基準からの翻訳、引用である）。
- (4) 人類の歴史上重要な時代を例証する建築様式、建築物群、技術の集積または景観の優れた例。
- (6) 顕著で普遍的な意義を有する出来事、現存する伝統、思想、信仰または芸術的、文学的作品と直接にまたは明白に関連するもの（この基準は他の基準と組み合わせて用いるのが望ましいと世界遺産委員会は考えている）。